# بخش کولاسیب
بخش کولاسیب (به انگلیسی: Kolasib district) یک منطقهٔ مسکونی در هند است که در میزورام واقع شده‌است. بخش کولاسیب ۱٬۳۸۲٫۵۱ کیلومتر مربع مساحت و ۸۳٬۹۵۵ نفر جمعیت دارد.